# Aglyptodactylus
Aglyptodactylus é um gênero anuro da família Mantellidae, endêmico de Madagascar.

## Espécies
- Aglyptodactylus laticeps Glaw, Vences e Böhme, 1998
- Aglyptodactylus madagascariensis (Duméril, 1853)
- Aglyptodactylus securifer Glaw, Vences e Böhme, 1998